# ОШ „Нада Пурић“ Ваљево
ОШ „Нада Пурић” Ваљево је основана решењем Народног одбора градске општине Ваљево 12. септембра 1953. године. Школа је добила име по Надежди Нади Пурић (1903—1941), учесници Народноослободилачке борбе и народном хероју Југославије.

## Историјат
Школа је, због немања свог простора, до децембра 1953. године радила у осталим основним школама у граду, а од децембра 1953. у сопственој згради која се налазила у Синђелићевој улици број 48. Школа је добила зидану зграду 1961. године. Тај простор није био довољан па је проширен 1975. године, а постојеће просторије су адаптиране. Тек од тог времена школа је била у могућности да ради у две смене, добила је модерне кабинете, спортску салу, радионицу, кухињу и трпезарију. У наредном периоду школа је добила изграђене спортске терене као и летњу учионицу за потребе наставе и слободних активности.
Додатни простор за децу са посебним потребама изграђен је 2002. године.

## Награде и признања
- Орден заслуга за народ са сребрном звездом, 1984. године, за заслуге у основном образовању и васпитању младих генерација, као и за допринос ширењу просвете и културе.
- Септембарска награда Скупштине општине Ваљева, додељена поводом Дана ослобођења 15. септембра, као знак јавног признања за нарочите заслуге на развитку општине (Ваљево, 9. новембар 1977).
- Друга награда Међуопштинске заједнице образовања за резултате постигнуте у области образовања у школској 1972/1973. години
- Награда „Дан изазова – International Challenge Day” Ваљево за прво место у игри „Зрно по зрно погача”, 2001. године
- Прва награда Општинског одбора Црвеног крста Ваљево екипи прве помоћи организације Подмлатка Црвеног крста за постигнуте резултате на општинској смотри екипа прве помоћи, 2001). године,
- Статуета „Курир Јовица” пионирском одреду поводом Дана пионира Југославије доделио је Савет Савеза пионира Југославије за постигнуте резултате у вишегодишњој и континуираној успешној активности у раду, Београд, 27. новембар 1983. године
- Повеља Секције бораца и пријатеља битке на Сутјесци из Ваљева за успешну сарадњу инеговање традиција НОБ-а, Ваљево, 15. април 1982. године и више признања, плакета и похвалница.